# Die österreichisch-ungarische Monarchie in Wort und Bild

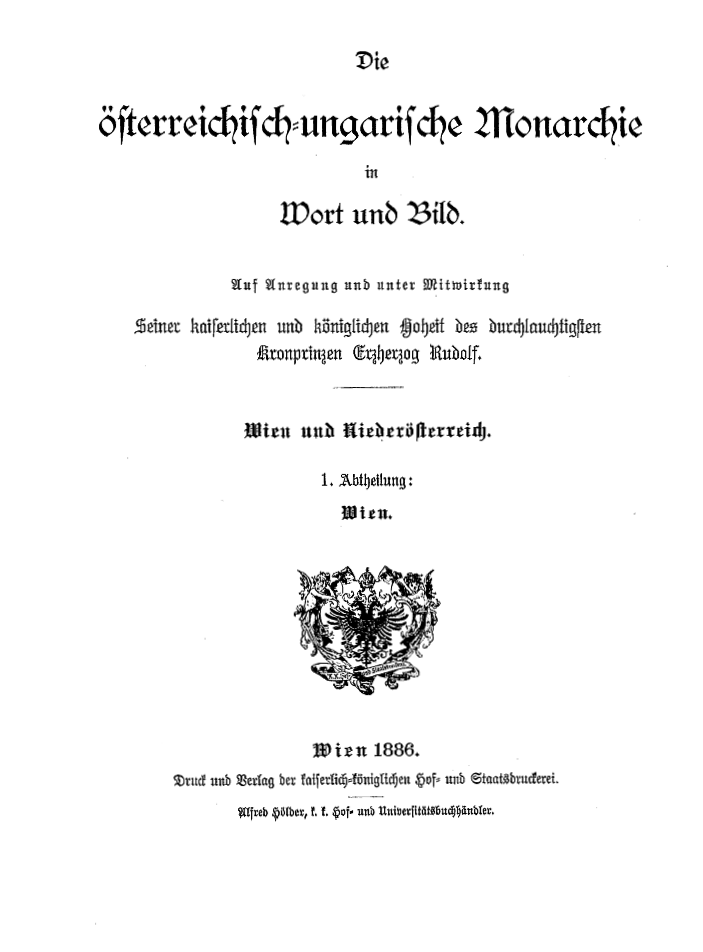
Voorblad van deel I van het Kronprinzenwerk

Die österreichisch-ungarische Monarchie in Wort und Bild is een vierentwintigdelige encyclopedie met betrekking tot land en volk van de Oostenrijks-Hongaarse Dubbelmonarchie die tussen 1886 en 1902 verscheen. Het werk was een initiatief van de Oostenrijkse kroonprins Rudolf en wordt, naar zijn bemoeienis met de totstandkoming ervan, ook wel het Kronprinzenwerk genoemd. 
De encyclopedie beschrijft, grotendeels per Oostenrijks-Hongaars kroonland de landen, volken, landschappen en de geschiedenis van de Dubbelmonarchie en wordt gekenmerkt door een patriottische inslag. De encyclopedie kent ook een Hongaarse pendant - Az Osztrák-Magyar Monarchia írásban és képben - die tweeëntwintig delen beslaat en werd vormgegeven door een aparte redactie. De Duitse versie stond onder redactie van de geleerde historicus en geograaf  Josef Weil von Weilen, terwijl de Hongaarse uitgave werd bezorgd door Maurus Jokai. Enkel de Duitse versie van het werk vond gretig aftrek. De Duitse uitgave onderscheidt zich van de Hongaarse doordat enkele antisemitische passages erin ontbreken. 
De werken werden uitgegeven bij de K.k. Hof- und Staatsdruckerei te Wenen. De kroonprins - die, door zijn zelfmoord in 1889, de afronding van het project niet meer zou meemaken - nam zelf een aantal lemmata voor zijn rekening.